# シェリル・コール
シェリル・トゥイーディー（1983年6月30日 - ）はイギリスの歌手。ポップグループ・ガールズ・アラウドのメンバー。

## 概要
2002年にITVで放送されたオーディション番組・Popstars:The Rivals内にて、他の4人とともにガールズ・アラウドを結成。イギリスでは絶大な人気を誇り、20曲連続でUKシングルチャートトップ10入りし(うち4曲は1位を獲得)、同アルバムチャートでは2度1位を獲得、2009年のブリット・アワードでベストシングル賞を受賞した。2009年10月にはソロデビューアルバム、『3 Words』をリリース。また、2008年から2010年までイギリスのオーディション番組、Xファクターで審査員を務めていた。イギリスで最もセクシーな女性にも選ばれている。

## 生い立ち
イギリス・ニューカッスル・アポン・タインにて生まれる。4歳からダンスを始め、9歳の時にロイヤル・バレエ団のサマースクールに参加。また幼いころからダンシングオーディション番組に参加し優勝している。CMにも兄弟と共に出演し、彼女の参加するダンスリサイタルもテレビで放映されるなど、小さいころからテレビに出演していた。

## 歌手として

### ガールズアラウド
2002年にオーディション番組、『Popstars:The Rivals』に参加。S Club 7の『Have You Ever』を同番組の審査員であったジェリ・ハリウェルの前で見事歌い、2002年11月30日にコールと共に優勝したキンバリー・ウォルシュ、ニコラ・ロバーツ、サラ・ハーディング、ネイディーン・コイルの5人でガールズ・アラウドを結成。デビューシングル、『Sound of the Underground』はUKチャート1位を獲得し、2002年のクリスマスNo.1に輝く。以降20曲以上シングルをリリースしている。
2009年はメンバーが互いにソロ活動をすることを公にしており、グループとしての活動は2010年より再開することが発表されていた。2012年11月に新曲を含むベストアルバム『Ten』をリリースし、2013年2月より『Ten: The Hits Tour』が行われ、最終公演地のEcho Arena Liverpoolにて、解散が発表された。

### ソロ活動
シェリルのソロ活動はウィル・アイ・アムのシングル、『Heartbreaker』をフィーチャリングしたことから始まった。同曲はUKチャート4位を記録。
2009年4月にソロ活動を本格的に始め、デビューアルバム『3 Words』はイギリス国内で10月26日に発売。デビューシングル『Fight for This Love』はUKチャート1位を記録した。
続く2010年にはアルバム『Messy Little Raindrops』を11月にリリースしUKアルバムチャートで1位、アイルランドチャートで2位を記録。またシングル『Promsie This』は10月にリリースされこちらもUKシングルチャートで1位に輝いている。

### Xファクター
2008年6月10日に、降板したシャロン・オズボーンに代わって『Xファクター』の審査員になることが発表される。参加したその年にアレクサンドラ・バークのメンターを務め、見事彼女を優勝に導く。
2009年にはジョー・マケルダリーのメンターを務め優勝。2年連続で勝者を生みだしたことになる。

## 私生活

### 刑事犯罪
2003年1月11日にナイトクラブでトイレの清掃員ともみ合いになり、人種差別発言と暴力をふるったとして逮捕される。暴力は正当防衛、人種差別発言はなかったとして裁判に挑むが、正当防衛は認められず、120時間の社会奉仕活動と被害者への3000ポンドの罰金を命じられた。

### 結婚と再婚
2006年7月にサッカー選手、アシュリー・コールと結婚。しかし夫の度重なる不貞により、2010年2月時点で既に別居していることを公表、同年5月に正式に離婚した。離婚後も引き続きコール姓を名乗る事はアシュリーと合意しているという。
2014年7月、レストランオーナーのジャン＝ベルナール・フェルナンデス＝ヴェルシニとの再婚を発表したが、2016年10月に離婚。
2017年3月、前年から交際していたワン・ダイレクションの元メンバー、リアム・ペインとの間に第一子となる男児が誕生した。しかし、2018年7月に二人は関係を終わらせたことを公表した。

### 刺青
左手首、背中、お尻の全体、右太ももに刺青を施している。

## ディスコグラフィー

### アルバム
| 年                                        | タイトル               | アルバム詳細 | チャート最高位 | チャート最高位 | チャート最高位 | チャート最高位 | チャート最高位 | チャート最高位 | チャート最高位 | チャート最高位 | チャート最高位 | チャート最高位 | 認定                                                  |
| 年                                        | タイトル               | アルバム詳細 | UK             | AUS            | AUT            | FRA            | GER            | IRE            | NLD            | NOR            | SCO            | SWI            | 認定                                                  |
| ----------------------------------------- | ---------------------- | --- | -------------- | -------------- | -------------- | -------------- | -------------- | -------------- | -------------- | -------------- | -------------- | -------------- | ----------------------------------------------------- |
| 2009                                      | 3 Words                | - 発売日: 2009年10月26日 - レーベル: Fascination, Polydor - フォーマット: CD, digital download - 全英売上: 100万枚 | 1              | 31             | 26             | 53             | 45             | 2              | 49             | 18             | 2              | 52             | - UK: 3× プラチナ - IFPI: プラチナ - IRE: 2× プラチナ |
| 2010                                      | Messy Little Raindrops | - 発売日: 2010年10月29日 - レーベル: Polydor - フォーマット: CD, digital download - 全英売上: 30万枚               | 1              | —              | —              | —              | —              | 2              | —              | —              | 2              | —              | - UK: プラチナ - IRE: プラチナ                        |
| 2012                                      | A Million Lights       | - 発売日: 2012年6月18日 - レーベル: Polydor - フォーマット: CD, digital download - 全英売上: 20万枚                | 2              | —              | —              | —              | —              | 2              | —              | —              | 1              | —              | - UK: ゴールド                                        |
| 2014                                      | Only Human             | - 発売日: 2014年11月10日 - レーベル: Polydor - フォーマット: CD, digital download - 全英売上: 6万枚                | 7              | —              | —              | —              | —              | 9              | —              | —              | 8              | —              | - UK: シルバー                                        |
| "—"は未発売またはチャート圏外を意味する。 |                        | |                |                |                |                |                |                |                |                |                |                |                                                       |

### シングル
| 年   | シングル                         | チャート | チャート     | アルバム               |
| 年   | シングル                         | UK       | アイルランド | アルバム               |
| ---- | -------------------------------- | -------- | ------------ | ---------------------- |
| 2009 | "ファイト・フォー・ディス・ラブ" | 1        | 1            | 3 Words                |
| 2009 | "3ワード"                        | 4        | 7            | 3 Words                |
| 2010 | "パラシュート"                   | 5        | 4            | 3 Words                |
| 2010 | "プロミス・ディス"               | 1        | 1            | Messy Little Raindrops |
| 2010 | "ザ・フラッド"                   | 74       | -            | Messy Little Raindrops |